# Винковацькі Бановці
Винковацькі Бановці (хорв. Vinkovački Banovci) — населений пункт у Хорватії, у Вуковарсько-Сремській жупанії у складі громади Ніємці.

## Населення
Населення за даними перепису 2011 року становило 169 осіб.
Динаміка чисельності населення поселення:

## Клімат
Середня річна температура становить 11,19 °C, середня максимальна – 25,53 °C, а середня мінімальна – -6,02 °C. Середня річна кількість опадів – 675 мм.
| Клімат поселення                              | Клімат поселення | Клімат поселення | Клімат поселення | Клімат поселення | Клімат поселення | Клімат поселення | Клімат поселення | Клімат поселення | Клімат поселення | Клімат поселення | Клімат поселення | Клімат поселення | Клімат поселення |
| Показник                                      | Січ.             | Лют.             | Бер.             | Квіт.            | Трав.            | Черв.            | Лип.             | Серп.            | Вер.             | Жовт.            | Лист.            | Груд.            |                  |
| Середній максимум, °C                         | 5,96             | 8,04             | 12,67            | 17,39            | 22,77            | 25,53            | 25,25            | 25,08            | 21,16            | 15,58            | 9,56             | 5,64             |                  |
| Середня температура, °C                       | 0,00             | 2,05             | 6,67             | 11,39            | 16,76            | 19,54            | 21,18            | 21,01            | 17,07            | 11,54            | 5,48             | 1,56             |                  |
| Середній мінімум, °C                          | −6,02            | −3,94            | 0,70             | 5,40             | 10,80            | 13,55            | 17,14            | 16,95            | 13,03            | 7,46             | 1,44             | −2,5             |                  |
| Норма опадів, мм                              | 43               | 39               | 41               | 53               | 62               | 88               | 69               | 62               | 51               | 53               | 61               | 53               |                  |
| Середньомісячна швидкість вітру, м/с          | 2.13             | 2.36             | 2.75             | 2.63             | 2.37             | 2.16             | 2.10             | 1.97             | 1.90             | 2.10             | 2.16             | 2.16             |                  |
| Середньомісячна сонячна радіація, кДж/м²·день | 4408             | 7132             | 11190            | 15666            | 19373            | 21586            | 22447            | 20373            | 15110            | 9614             | 5004             | 3616             |                  |
| --------------------------------------------- | ---------------- | ---------------- | ---------------- | ---------------- | ---------------- | ---------------- | ---------------- | ---------------- | ---------------- | ---------------- | ---------------- | ---------------- | ---------------- |
| Джерело:                                      |                  |                  |                  |                  |                  |                  |                  |                  |                  |                  |                  |                  |                  |